# Víctor Valdés
Víctor Valdés Arribas (L'Hospitalet de Llobregat, 14 gennaio 1982) è un allenatore di calcio ed ex calciatore spagnolo, di ruolo portiere.
È cresciuto nel Barcellona, dove ha giocato per dodici stagioni durante le quali ha vinto sei campionati spagnoli, sei Supercoppe spagnole, due Coppe del Re, tre UEFA Champions League, due Supercoppe UEFA e due Coppe del mondo per club FIFA. Nel 2015 si è trasferito al Manchester United prima di passare in prestito allo Standard Liegi, con il quale ha vinto una Coppa del Belgio. Dal 2016 al 2017 ha militato nel Middlesbrough. Con la nazionale spagnola ha conquistato il Mondiale nel 2010 e l'Europeo nel 2012.

## Caratteristiche tecniche
Portiere dal rendimento positivo, aveva nelle uscite basse e nella visione di gioco le sue doti migliori; la sua abilità coi piedi gli consentiva di contribuire in modo determinante alla manovra della propria squadra.

## Carriera

### Giocatore

#### Barcellona

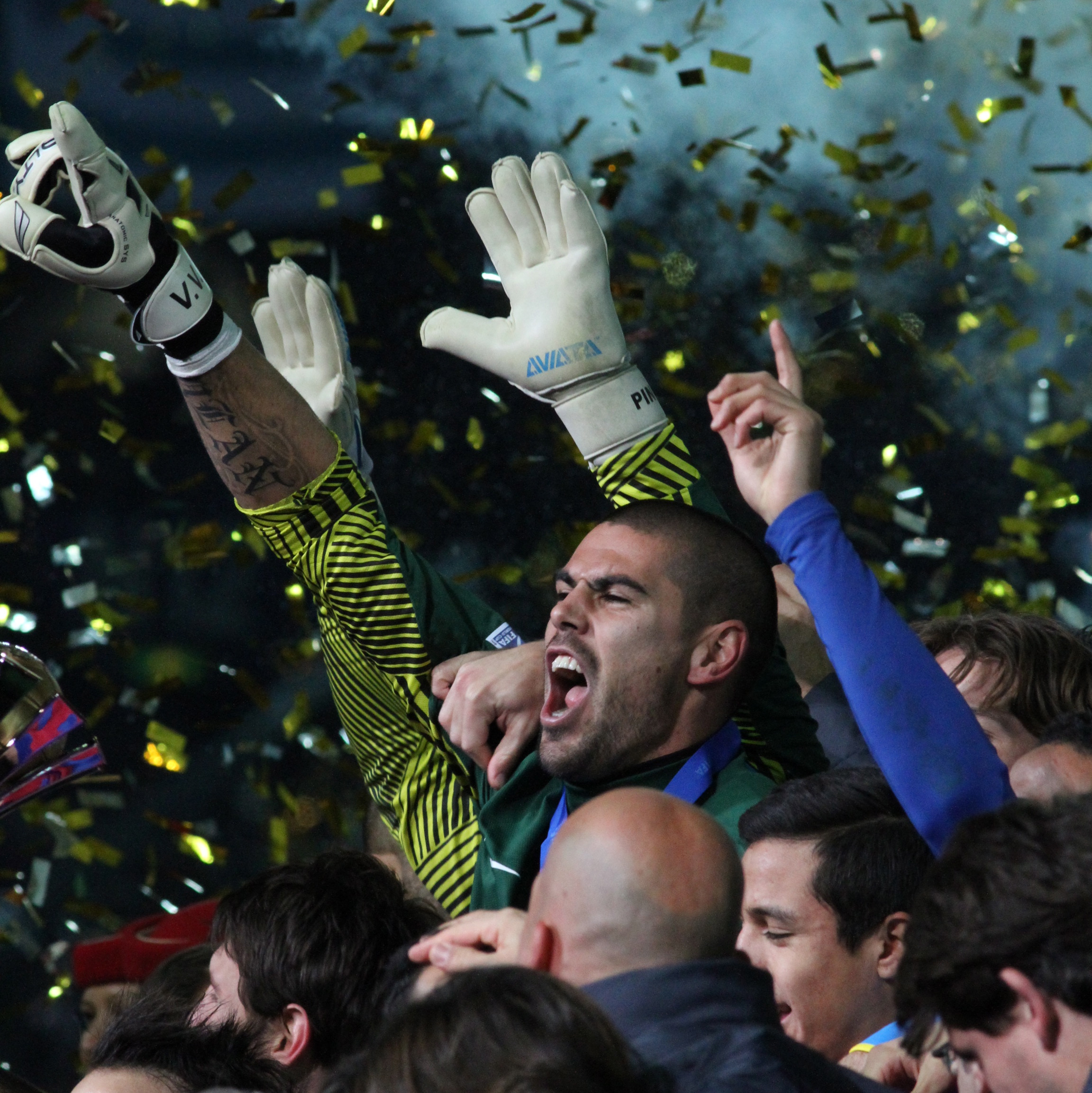
Valdés festeggia la vittoria del Mondiale per club nel 2011

Valdés ha iniziato la sua carriera nelle giovanili del Barcellona nel luglio del 1992. Nel settembre dello stesso anno, però, si trasferì con la sua famiglia a Tenerife e quindi fu costretto a lasciare il club, ritornandovi solo dopo tre anni. Al rientro fece rapidi progressi con le squadre giovanili, entrando nella squadra B nel 2000 e in prima squadra a partire dalla stagione 2002-2003. La prima parte della stagione, sotto la guida di Louis Van Gaal, è titolare per poi diventare riserva dell'esperto Roberto Bonano. L'arrivo di Radomir Antić nella panchina azulgrana gli diede qualche opportunità in più per giocare da titolare.
Nella stagione 2003-2004, Valdés divenne primo portiere del Barcellona, e in quella successiva disputò quasi tutte le partite dei blaugrana, contribuendo al ritorno al successo in Liga dopo sei anni di attesa. Sempre in quella stagione, vinse anche il Trofeo Zamora come miglior portiere del campionato spagnolo.
Nella stagione 2005-2006 Valdés mantenne alte le sue prestazioni, aiutando il Barcellona a vincere sia la Liga sia la Champions League. In particolare, nella finale di Parigi contro l'Arsenal è stato decisivo, negando due tentativi di gol a Thierry Henry quando le squadre erano ancora sul punteggio di 0-0. Il Trofeo Zamora, tuttavia, fu vinto da Santiago Cañizares, mentre Valdés giunse alle sue spalle. Nelle altre due stagioni dimostra di essere un buon portiere per il Barcellona.
Nel luglio del 2009 ha rinnovato il suo contratto con i blaugrana fino al 2014. Il 1º novembre 2011 ha superato il record di imbattibilità precedentemente tenuto da Miguel Reina (824 minuti).
Il 31 gennaio 2014 il Barcellona smentisce le voci su un possibile rinnovo del contratto del giocatore, rispettando la sua scelta di lasciare il club a fine stagione. Il 26 marzo seguente, nella sfida vinta per 3-0 contro il Celta Vigo, subisce la rottura del legamento crociato del ginocchio destro, che lo costringe ad uno stop di circa sette mesi. A fine stagione lascia il Barcellona dopo 12 anni di permanenza in blaugrana, 536 presenze collezionate e 21 titoli vinti.

#### Manchester United e prestito allo Standard Liegi
Nell'estate del 2014 trova un accordo economico con i francesi del Monaco, ma non supera le visite mediche con il club del Principato ed è quindi costretto a rinunciare al trasferimento. A partire dal 23 ottobre dello stesso anno inizia ad allenarsi con il Manchester United. L'8 gennaio 2015, in seguito al parere positivo dei medici, firma un contratto di un anno e mezzo con i Red Devils, per fare il vice del giovane connazionale David de Gea. Debutta con la nuova maglia il 17 maggio seguente nel corso di Manchester-Arsenal 1-1, sostituendo De Gea al 74'. Gioca poi da titolare l'ultima partita di campionato la settimana seguente contro l'Hull City (0-0). A fine stagione viene messo ai margini della squadra per delle incomprensioni avute con il mister Louis van Gaal.
Il 24 gennaio 2016 passa in prestito allo Standard Liegi. Il 20 marzo vince la Coppa del Belgio, giocando le ultime due partite. Il 29 aprile il giocatore decide di interrompere il prestito, dopo aver collezionato otto presenze con il club belga (con tredici reti subite), facendo così ritorno allo United. Il 10 giugno la squadra inglese annuncia che il giocatore iberico verrà svincolato al termine della stagione.

#### Middlesbrough
Il 7 luglio 2016 firma un biennale con il Middlesbrough, club neopromosso in Premier League, ma, in seguito alla retrocessione della squadra inglese, il 24 maggio 2017 rescinde consensualmente il contratto che lo legava al Boro. Ad agosto 2017, a 35 anni, annuncia il suo ritiro dal calcio giocato.

#### Nazionale

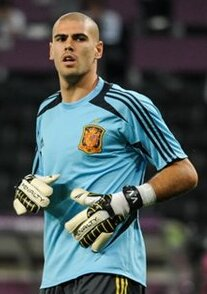
Valdés durante l'Europeo 2012

Viene convocato per la prima volta in nazionale l'11 maggio 2010, quando viene inserito dal commissario tecnico Vicente del Bosque nella lista dei 30 pre-convocati per il mondiale, e il 20 maggio viene scelto definitivamente tra i 23 uomini per il mondiale in Sudafrica. Il 3 giugno ottiene la sua prima presenza in nazionale, giocando una amichevole tra Spagna e Corea del Sud a Innsbruck, in Austria, partita vinta 1-0 dalla Roja. I mondiali terminano con la vittoria della sua Nazionale, anche se non gioca alcuna partita. Partecipa anche agli europei del 2012, svoltisi in Polonia e Ucraina. La competizione termina con la vittoria della Spagna e anche in questo caso Valdés non gioca nessuna partita. Deve rinunciare a disputare i mondiali del 2014 in Brasile, a causa dell'infortunio al legamento crociato del ginocchio destro.

### Allenatore

#### Inizi a livello giovanile
Nella stagione 2018-2019 allena le giovanili del Moratalaz.
Il 19 luglio 2019 ritorna al Barcellona, come tecnico della formazione Juvenil A, firmando un contratto annuale. Il 7 ottobre viene sollevato dall'incarico.

#### Horta
Il 29 maggio 2020 firma un contratto con l'Horta, squadra militante nella Tercera División - Gruppo 5.

## Statistiche

### Presenze e reti nei club
Statistiche aggiornate all'8 aprile 2017.
| Stagione              | Squadra               | Campionato            | Campionato | Campionato | Coppe nazionali | Coppe nazionali | Coppe nazionali | Coppe continentali | Coppe continentali | Coppe continentali | Altre coppe | Altre coppe | Altre coppe | Totale | Totale |
| Stagione              | Squadra               | Comp                  | Pres       | Reti       | Comp            | Pres            | Reti            | Comp               | Pres               | Reti               | Comp        | Pres        | Reti        | Pres   | Reti   |
| --------------------- | --------------------- | --------------------- | ---------- | ---------- | --------------- | --------------- | --------------- | ------------------ | ------------------ | ------------------ | ----------- | ----------- | ----------- | ------ | ------ |
| 1999-2000             | Barcellona C          | TD                    | 16         | -?         | -               | -               | -               | -                  | -                  | -                  | -           | -           | -           | 16     | -?     |
| 2000-2001             | Barcellona B          | SDB                   | 14         | -10        | -               | -               | -               | -                  | -                  | -                  | -           | -           | -           | 14     | -10    |
| 2001-2002             | Barcellona B          | SDB                   | 37+6       | -30 + -7   | -               | -               | -               | -                  | -                  | -                  | -           | -           | -           | 43     | -37    |
| 2002-2003             | Barcellona B          | SDB                   | 20         | -15        | -               | -               | -               | -                  | -                  | -                  | -           | -           | -           | 20     | -15    |
| Totale Barcellona B   | Totale Barcellona B   | Totale Barcellona B   | 71+6       | -55 + -7   |                 | -               | -               |                    | -                  | -                  |             | -           | -           | 77     | -62    |
| 2002-2003             | Barcellona            | PD                    | 14         | -15        | CR              | 0               | 0               | UCL                | 6                  | -3                 | -           | -           | -           | 20     | -18    |
| 2003-2004             | Barcellona            | PD                    | 33         | -32        | CR              | 6               | -4              | CU                 | 5                  | -3                 | -           | -           | -           | 44     | -39    |
| 2004-2005             | Barcellona            | PD                    | 35         | -25        | CR              | 0               | 0               | UCL                | 8                  | -11                | -           | -           | -           | 43     | -36    |
| 2005-2006             | Barcellona            | PD                    | 35         | -29        | CR              | 0               | 0               | UCL                | 12                 | -5                 | SS          | 2           | -1          | 49     | -35    |
| 2006-2007             | Barcellona            | PD                    | 38         | -33        | CR              | 0               | 0               | UCL                | 8                  | -6                 | SS+SU+Cmc   | 1+1+2       | -1 + -3 + 0 | 50     | -43    |
| 2007-2008             | Barcellona            | PD                    | 35         | -35        | CR              | 6               | -5              | UCL                | 11                 | -5                 | -           | -           | -           | 52     | -45    |
| 2008-2009             | Barcellona            | PD                    | 35         | -31        | CR              | 0               | 0               | UCL                | 14                 | -11                | -           | -           | -           | 49     | -42    |
| 2009-2010             | Barcellona            | PD                    | 38         | -24        | CR              | 0               | 0               | UCL                | 12                 | -10                | SS+SU+Cmc   | 2+1+2       | -1 + 0 + -2 | 55     | -37    |
| 2010-2011             | Barcellona            | PD                    | 32         | -16        | CR              | 0               | 0               | UCL                | 11                 | -9                 | SS          | 1           | 0           | 44     | -25    |
| 2011-2012             | Barcellona            | PD                    | 35         | -28        | CR              | 0               | 0               | UCL                | 11                 | -10                | SS+SU+Cmc   | 2+1+2       | -4 + 0 + 0  | 51     | -42    |
| 2012-2013             | Barcellona            | PD                    | 31         | -33        | CR              | 0               | 0               | UCL                | 11                 | -17                | SS          | 2           | -4          | 44     | -54    |
| 2013-2014             | Barcellona            | PD                    | 26         | -21        | CR              | 0               | 0               | UCL                | 6                  | -3                 | SS          | 2           | -1          | 34     | -25    |
| Totale Barcellona     | Totale Barcellona     | Totale Barcellona     | 387        | -322       |                 | 12              | -9              |                    | 115                | -93                |             | 21          | -18         | 535    | -442   |
| gen.-giu. 2015        | Manchester United     | PL                    | 2          | -1         | FACup+CdL       | 0               | 0               | -                  | -                  | -                  | -           | -           | -           | 2      | -1     |
| 2015-gen. 2016        | Manchester United     | PL                    | 0          | 0          | FACup+CdL       | 0               | 0               | UCL                | 0                  | 0                  | -           | -           | -           | 0      | 0      |
| gen.-apr. 2016        | Standard Liegi        | PL                    | 5+1        | -10 + -1   | CB              | 2               | -2              | UEL                | -                  | -                  | -           | -           | -           | 8      | -13    |
| Totale Manchester Utd | Totale Manchester Utd | Totale Manchester Utd | 2          | -1         |                 | 0               | 0               |                    | 0                  | 0                  |             | -           | -           | 2      | -1     |
| 2016-2017             | Middlesbrough         | PL                    | 28         | -36        | FACup+CdL       | 0               | 0               | -                  | -                  | -                  | -           | -           | -           | 28     | -36    |
| Totale carriera       | Totale carriera       | Totale carriera       | 510+6      | -425+ + -7 |                 | 14              | -11             |                    | 115                | -93                |             | 21          | -18         | 666    | -554+  |

### Cronologia presenze e reti in Nazionale
| Cronologia completa delle presenze e delle reti in nazionale ― Spagna | Cronologia completa delle presenze e delle reti in nazionale ― Spagna | Cronologia completa delle presenze e delle reti in nazionale ― Spagna | Cronologia completa delle presenze e delle reti in nazionale ― Spagna | Cronologia completa delle presenze e delle reti in nazionale ― Spagna | Cronologia completa delle presenze e delle reti in nazionale ― Spagna | Cronologia completa delle presenze e delle reti in nazionale ― Spagna | Cronologia completa delle presenze e delle reti in nazionale ― Spagna |
| Data                                                                  | Città                                                                 | In casa                                                               | Risultato                                                             | Ospiti                                                                | Competizione                                                          | Reti                                                                  | Note                                                                  |
| --------------------------------------------------------------------- | --------------------------------------------------------------------- | --------------------------------------------------------------------- | --------------------------------------------------------------------- | --------------------------------------------------------------------- | --------------------------------------------------------------------- | --------------------------------------------------------------------- | --------------------------------------------------------------------- |
| 3-6-2010                                                              | Innsbruck                                                             | Spagna                                                                | 1 – 0                                                                 | Corea del Sud                                                         | Amichevole                                                            | -                                                                     | 46’                                                                   |
| 11-8-2010                                                             | Città del Messico                                                     | Messico                                                               | 1 – 1                                                                 | Spagna                                                                | Amichevole                                                            | -                                                                     | 45’                                                                   |
| 8-9-2010                                                              | Buenos Aires                                                          | Argentina                                                             | 4 – 1                                                                 | Spagna                                                                | Amichevole                                                            | -1                                                                    | 46’                                                                   |
| 7-6-2011                                                              | Puerto La Cruz                                                        | Venezuela                                                             | 0 – 3                                                                 | Spagna                                                                | Amichevole                                                            | -                                                                     | 89’                                                                   |
| 10-8-2011                                                             | Bari                                                                  | Italia                                                                | 2 – 1                                                                 | Spagna                                                                | Amichevole                                                            | -1                                                                    | 46’                                                                   |
| 11-10-2011                                                            | Alicante                                                              | Spagna                                                                | 3 – 1                                                                 | Scozia                                                                | Qual. Euro 2012                                                       | -1                                                                    |                                                                       |
| 15-11-2011                                                            | San Jose                                                              | Costa Rica                                                            | 2 – 2                                                                 | Spagna                                                                | Amichevole                                                            | -                                                                     | 46’                                                                   |
| 3-6-2012                                                              | Siviglia                                                              | Spagna                                                                | 1 – 0                                                                 | Cina                                                                  | Amichevole                                                            | -                                                                     | 46’                                                                   |
| 7-9-2012                                                              | Pontevedra                                                            | Spagna                                                                | 5 – 0                                                                 | Arabia Saudita                                                        | Amichevole                                                            | -                                                                     | 72’                                                                   |
| 14-11-2012                                                            | Panama                                                                | Panama                                                                | 1 – 5                                                                 | Spagna                                                                | Amichevole                                                            | -                                                                     | 60’                                                                   |
| 6-2-2013                                                              | Doha                                                                  | Spagna                                                                | 3 – 1                                                                 | Uruguay                                                               | Amichevole                                                            | -1                                                                    |                                                                       |
| 22-3-2013                                                             | Gijón                                                                 | Spagna                                                                | 1 – 1                                                                 | Finlandia                                                             | Qual. Mondiali 2014                                                   | -1                                                                    |                                                                       |
| 26-3-2013                                                             | Saint-Denis                                                           | Francia                                                               | 0 – 1                                                                 | Spagna                                                                | Qual. Mondiali 2014                                                   | -                                                                     |                                                                       |
| 12-6-2013                                                             | New York                                                              | Spagna                                                                | 2 – 0                                                                 | Irlanda                                                               | Amichevole                                                            | -                                                                     | 59’                                                                   |
| 23-6-2013                                                             | Fortaleza                                                             | Nigeria                                                               | 0 – 3                                                                 | Spagna                                                                | Conf. Cup 2013 - 1º turno                                             | -                                                                     |                                                                       |
| 14-8-2013                                                             | Guayaquil                                                             | Ecuador                                                               | 0 – 2                                                                 | Spagna                                                                | Amichevole                                                            | -                                                                     | 50’                                                                   |
| 10-9-2013                                                             | Lancy                                                                 | Spagna                                                                | 2 – 2                                                                 | Cile                                                                  | Amichevole                                                            | -2                                                                    | 59’                                                                   |
| 11-10-2013                                                            | Palma di Maiorca                                                      | Spagna                                                                | 2 – 1                                                                 | Bielorussia                                                           | Qual. Mondiali 2014                                                   | -1                                                                    |                                                                       |
| 19-11-2013                                                            | Johannesburg                                                          | Sudafrica                                                             | 1 – 0                                                                 | Spagna                                                                | Amichevole                                                            | -1                                                                    | 46’ - 81’                                                             |
| 5-3-2014                                                              | Madrid                                                                | Spagna                                                                | 1 – 0                                                                 | Italia                                                                | Amichevole                                                            | -                                                                     | 46’                                                                   |
| Totale                                                                |                                                                       | Presenze                                                              | 20                                                                    |                                                                       | Reti                                                                  | -9                                                                    |                                                                       |

| Cronologia completa delle presenze e delle reti in nazionale ― Catalogna | Cronologia completa delle presenze e delle reti in nazionale ― Catalogna | Cronologia completa delle presenze e delle reti in nazionale ― Catalogna | Cronologia completa delle presenze e delle reti in nazionale ― Catalogna | Cronologia completa delle presenze e delle reti in nazionale ― Catalogna | Cronologia completa delle presenze e delle reti in nazionale ― Catalogna | Cronologia completa delle presenze e delle reti in nazionale ― Catalogna | Cronologia completa delle presenze e delle reti in nazionale ― Catalogna |
| Data                                                                     | Città                                                                    | In casa                                                                  | Risultato                                                                | Ospiti                                                                   | Competizione                                                             | Reti                                                                     | Note                                                                     |
| ------------------------------------------------------------------------ | ------------------------------------------------------------------------ | ------------------------------------------------------------------------ | ------------------------------------------------------------------------ | ------------------------------------------------------------------------ | ------------------------------------------------------------------------ | ------------------------------------------------------------------------ | ------------------------------------------------------------------------ |
| 29-12-2001                                                               | Barcellona                                                               | Catalogna                                                                | 1 – 0                                                                    | Cile                                                                     | Amichevole                                                               | -                                                                        | 51’                                                                      |
| 18-5-2002                                                                | Barcellona                                                               | Catalogna                                                                | 1 – 3                                                                    | Brasile                                                                  | Amichevole                                                               | -2                                                                       | 63’                                                                      |
| 28-12-2003                                                               | Barcellona                                                               | Catalogna                                                                | 4 – 2                                                                    | Ecuador                                                                  | Amichevole                                                               | -1                                                                       | 46’                                                                      |
| 25-5-2004                                                                | Barcellona                                                               | Catalogna                                                                | 2 – 5                                                                    | Brasile                                                                  | Amichevole                                                               | -2                                                                       | 46’                                                                      |
| 29-12-2004                                                               | Barcellona                                                               | Catalogna                                                                | 0 – 3                                                                    | Argentina                                                                | Amichevole                                                               | -1                                                                       | 64’                                                                      |
| 28-12-2005                                                               | Barcellona                                                               | Catalogna                                                                | 1 – 1                                                                    | Paraguay                                                                 | Amichevole                                                               | -                                                                        | 53’                                                                      |
| 24-5-2006                                                                | Terrassa                                                                 | Catalogna                                                                | 2 – 0                                                                    | Costa Rica                                                               | Centenario Terrassa FC                                                   | -                                                                        | 56’                                                                      |
| 8-10-2006                                                                | Barcellona                                                               | Catalogna                                                                | 2 – 2                                                                    | Paesi Baschi                                                             | Amichevole                                                               | -1                                                                       | 46’                                                                      |
| 24-5-2008                                                                | Barcellona                                                               | Catalogna                                                                | 0 – 1                                                                    | Argentina                                                                | Amichevole                                                               | -                                                                        | 46’                                                                      |
| 22-12-2009                                                               | Barcellona                                                               | Catalogna                                                                | 4 – 2                                                                    | Argentina                                                                | Trofeu Catalunya Internacional 2009                                      | -                                                                        | 78’                                                                      |
| 28-12-2010                                                               | Barcellona                                                               | Catalogna                                                                | 4 – 0                                                                    | Honduras                                                                 | Trofeu Catalunya Internacional 2010                                      | -                                                                        | 52’                                                                      |
| 30-12-2011                                                               | Barcellona                                                               | Catalogna                                                                | 0 – 0                                                                    | Tunisia                                                                  | Trofeu Catalunya Internacional 2011                                      | -                                                                        | 51’                                                                      |
| Totale                                                                   |                                                                          | Presenze                                                                 | 12                                                                       |                                                                          | Reti                                                                     | -7                                                                       |                                                                          |

## Palmarès

### Giocatore

#### Club

##### Competizioni nazionali
- Campionato spagnolo: 6

Barcellona: 2004-2005, 2005-2006, 2008-2009, 2009-2010, 2010-2011, 2012-2013
- Supercoppa di Spagna: 6

Barcellona: 2005, 2006, 2009, 2010, 2011, 2013
- Coppa di Spagna: 2

Barcellona: 2008-2009, 2011-2012
- Coppa del Belgio: 1

Standard Liegi: 2015-2016

##### Competizioni internazionali
- UEFA Champions League: 3

Barcellona: 2005-2006, 2008-2009, 2010-2011
- Supercoppa UEFA: 2

Barcellona: 2009, 2011
- Coppa del mondo per club: 2

Barcellona: 2009, 2011

#### Nazionale
- Campionato mondiale: 1

Sudafrica 2010
- Campionato d'Europa: 1

Polonia-Ucraina 2012

#### Individuale
- Trofeo Zamora: 5 (record condiviso con Antoni Ramallets e Jan Oblak)

2004-2005, 2008-2009, 2009-2010, 2010-2011, 2011-2012
- ESM Team of the Year: 1

2010-2011
- Primera División's Goalkeeper of the Year: 1

2010-2011